# جیغ (نقاشی)
جیغ (انگلیسی: The Scream) نام یک مجموعه نقاشی، شامل چهار تابلوی رنگی اثر ادوارد مونک است که در فاصلهٔ زمانی ۱۸۹۳ تا ۱۹۱۰ خلق شده‌است. جیغ پرآوازه‌ترین اثر ستایش منطقی است و از نمادهای اکسپرسیونیسم (هیجان‌نمایی) برشمرده می‌شود.
مونک نقاشِ سبک هیجان‌نمایی بود. دوران کودکی او همراه با فشار و بیماری، بر روحیاتش تأثیر زیادی گذاشت. مونک هنرمندی به شدت «شخصی» بود که حال‌و‌هوای او در آثارش در دوره‌های مختلف متجلی شدند. خودنگاره‌های او در دوره‌های گوناگون، احوال روحی‌اش را که غالباً ملتهب بود، نمایان می‌کند.

## نقاشی
ادوارد مونک، چهار نسخه از تابلوی «جیغ» را در اواخر دهه ۱۸۹۰ میلادی و در طول دهه نخست سده بیستم خلق کرد که دو تای آن، نقاشی و دو تای دیگر، با پاستل کشیده شده‌اند. ادوارد مونک نخستین نقاشی را در سال ۱۸۹۳ در اسلو کشید. این اثر، مردی تنها را روی پل و زیر آسمان قرمزرنگی نشان می‌دهد که از وحشت در حال جیغ زدن است. «جیغ» یکی از شاهکارهای هنر مدرن و از الگوهای آشنای سبک اکسپرسیونیسم به‌شمار می‌آید.
پدر و هم خواهر مونک، هر دو از افسردگی شدید رنج می‌بردند و خود او در سال ۱۹۰۸ به دنبال یک فروپاشی عصبی در بیمارستان بستری شد. مادر و خواهر بزرگ مونک نیز پیش از ۱۴ سالگی او مردند و پدرش ۱۲ سال بعد درگذشت. یک خواهر دیگر مونک نیز به اختلال دوقطبی مبتلا بود.

## فروش
تابلوی جیغ روز دوم مه سال ۲۰۱۲ به قیمت ۱۱۹ میلیون و ۹۰۰ هزار دلار (۱۰۰ میلیون یورو) در حراجی ساتبیز فروخته شد و عنوان گران‌ترین اثر هنری جهان در آن زمان را به خود اختصاص داد.

## ربایش
آثار این نقاش نروژی بارها دزدیده شدند. دو قطعه از نقاشی جیغ در سال ۱۹۹۴ و ۲۰۰۴ که نسخه‌هایی از طراحی‌های مختلف تابلوی «جیغ» بودند ربوده شدند. این تابلو در سال ۲۰۰۴ از موزه اسلو ربوده شد اما در سال ۲۰۰۶ از دست سارقان نجات پیدا کرد و به موزه بازگردانده شد. در جریان این سرقت گوشه پایینی تابلو، اندکی خسارت دید اما به کل اثر صدمه‌ای وارد نشد. آخرین نسخه از «جیغ» که مونک با رنگ روغن در سال ۱۹۱۰ روی تخته نقاشی کرد، هم‌اکنون در موزه مونک در کنار دیگر آثار او در اسلو نگه‌داری می‌شود.

## معرفی
این نقاشی را معمولاً پلی میان آثار هنرمندان جنبش پست‌امپرسیونیسم مانند وان‌گوگ و گوگن، و جنبش اکسپرسیونیسم آلمان در اوایل سده بیستم می‌دانند. آثار مونک تأثیری چشمگیر بر توسعهٔ جنبش اکسپرسیونیسم داشته‌اند. روش چرخشی قلم‌مو و رنگ‌های براق، شفاف و ضدونقیضی که در این اثر هنری به کار رفته‌است، حس اضطراب همراه با شوقی را به بیننده القا می‌کند.
تاریخ‌دانان هنر و علاقه‌مندان به این اثر نقاشی دهه‌های متمادی است که در پی کشف علت خلق این اثر و راز و رمزهای آن هستند. برخی معتقدند این هوای عجیب و حالت غریب مرد کچل، نمادی از ترس هستی‌شناختی انسان مدرن است. بااینحال، جمعی از دانشمندان اروپایی به‌تازگی با بررسی خاطرات «مونک» و پدیده‌های آب‌وهوایی نروژ به نتایج جالبی دربارهٔ علت جیغ زدن این مرد رسیده‌اند.
نقاشی‌های مونک، هرچند آشکارا به نمایش واقعیت می‌پردازند، از تخدیش و رنگ‌های اغراق‌آمیز برای تجلی دادن جهانی درونی‌تر استفاده می‌کنند. مونک سبک چرخشی و رنگ‌های تند را از ونسان ون گوگ وام گرفت تا به آثار خود، قدرت و شور ببخشد. حرکت‌های گردابی قلم‌موی او، پژواک‌های دیداری در اطراف شخصیت‌های تابلوها ایجاد می‌کنند.
این شیوه به او کمک می‌کند تا آثاری مانند جیغ را آکنده از احساس وحشت، پر کند و انرژی ویرانگری را به نمایش بگذارد که نمی‌توان مهار کرد. جیغ بخشی از سه گروه آثار مونک با مضامین عشق، رنج، و مرگ است که خود مونک آن‌ها را مجموعاً «کتیبهٔ زندگی» می‌نامید.

## تأثیر احتمالی از یک پدیده ابری
بنا بر نظری، ادوارد مونک، تابلوی جیغ از پدیده ابر رنگین‌تاب الهام گرفته‌است. پدیده ابرهای رنگین‌تاب ۹ سال پیش از این‌که مونک نخستین تابلوی جیغ را در سال ۱۸۹۳ بکشد در نروژ رخ داد. خاکسترهای حاصل از این پدیده طبیعی تا سال‌ها پس از فعال شدن آن آتشفشان در هوا پراکنده بود. مونک در خاطرات سال ۱۸۹۰ خود دربارهٔ دیدن این پدیده نوشت: «آسمان ناگهان به رنگ سرخ‌آبی درآمد. من ایستادم، به نرده‌ها تکیه دادم و تا وقتی که خسته شدم همین‌طور به ابرهای شعله‌ور که به رنگ خون درآمده بودند و شهر را فرا گرفته بودند نگاه کردم. دوستانم رفتند اما من آنجا ایستادم و از ترس می‌لرزیدم. من این جیغ ابدی و عظیم طبیعت را احساس می‌کردم».
«یک روز عصر قدم‌زنان در راهی می‌رفتم؛ در یک سوی مسیرم شهر قرار داشت و در زیر پایم آبدره. خسته بودم و بیمار. ایستادم و به آن سوی آبدره نگاه کردم؛ خورشید غروب می‌کرد. ابرها به رنگ سرخ، همچون خون، درآمده بودند. احساس کردم جیغی از دل این طبیعت گذشت؛ به نظرم آمد از این جیغ آبستن شده‌ام. این تصویر را کشیدم. ابرها را به رنگ خون واقعی کشیدم. رنگ‌ها جیغ می‌کشیدند. این بود که جیغ از سه‌گانهٔ کتیبه پدید آمد».

## امضا
در گوشه بالا و سمت چپ و بالای تابلو نوشته‌ای کمرنگ و با مداد وجود دارد که می‌گوید: «تنها یک دیوانه می‌تواند این را کشیده شده باشد». منتقدان هنری مدت‌ها بود که شک داشتند نوشته روی نقاشی، اثر خود ادوراد مونک بوده یا بعدها یکی از بازدیدکننده‌ها این کار را انجام داده است. آزمایش پرتو فروسرخ نشان داد که خود ادوارد مونک آنرا نوشته است.
نمایش نقاشی جیغ باعث برآمدن انتقادات فراوانی در جامعه شد و مردم درباره وضعیت روانی مونک حرف‌های زیادی زدند. مونک، بر پایه خاطرات خود، از این واکنش‌ها آسیب روحی شدیدی خورد و (به نظر می‌آید) که پس از آن انتقادات، این جمله را روی نقاشی نوشت.

## در فرهنگ عامه
تابلوی جیغ الهام‌بخش ساخت ایموجی صورتک جیغ‌کِش ترسان 😱 بوده است.

## نگارخانه

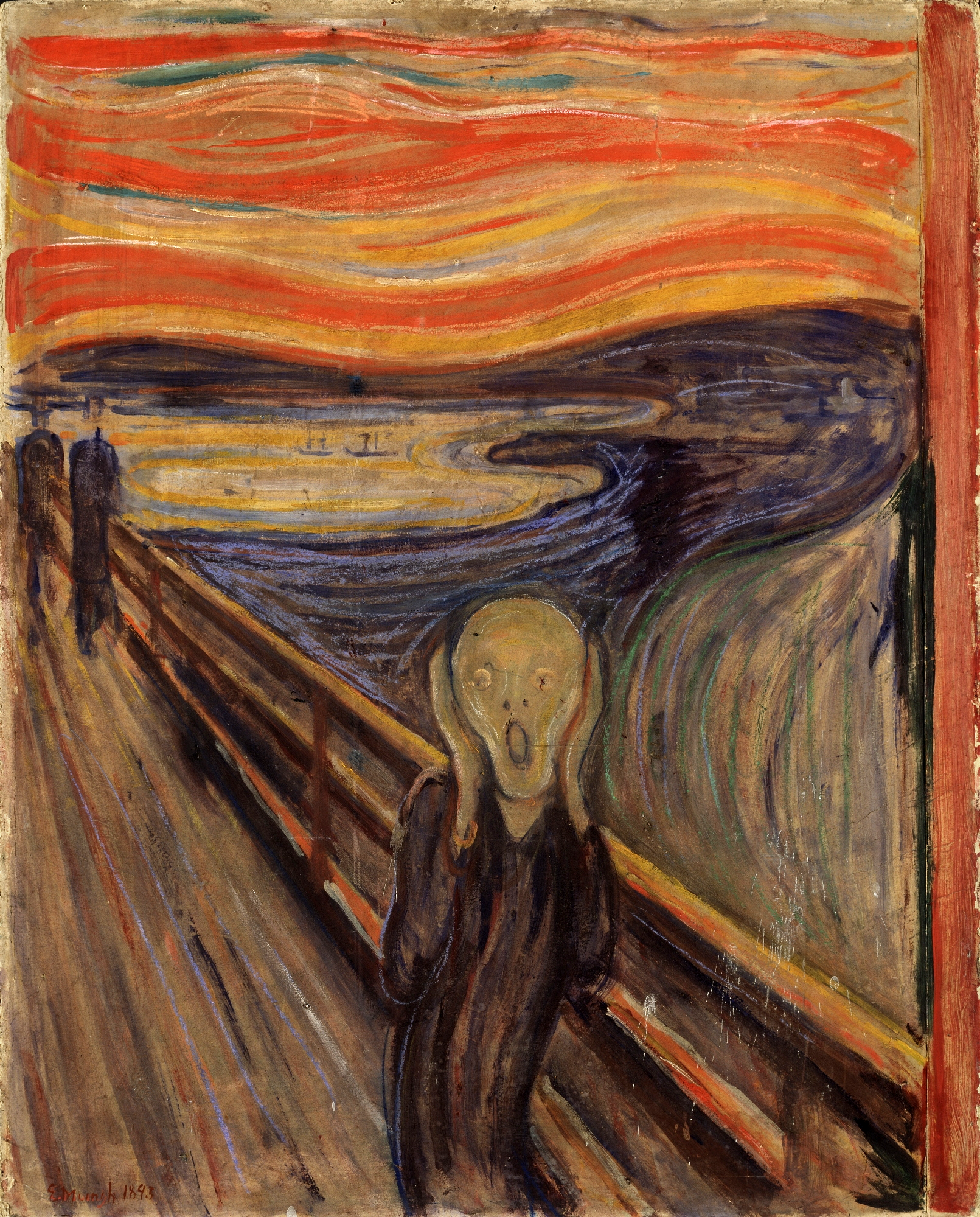
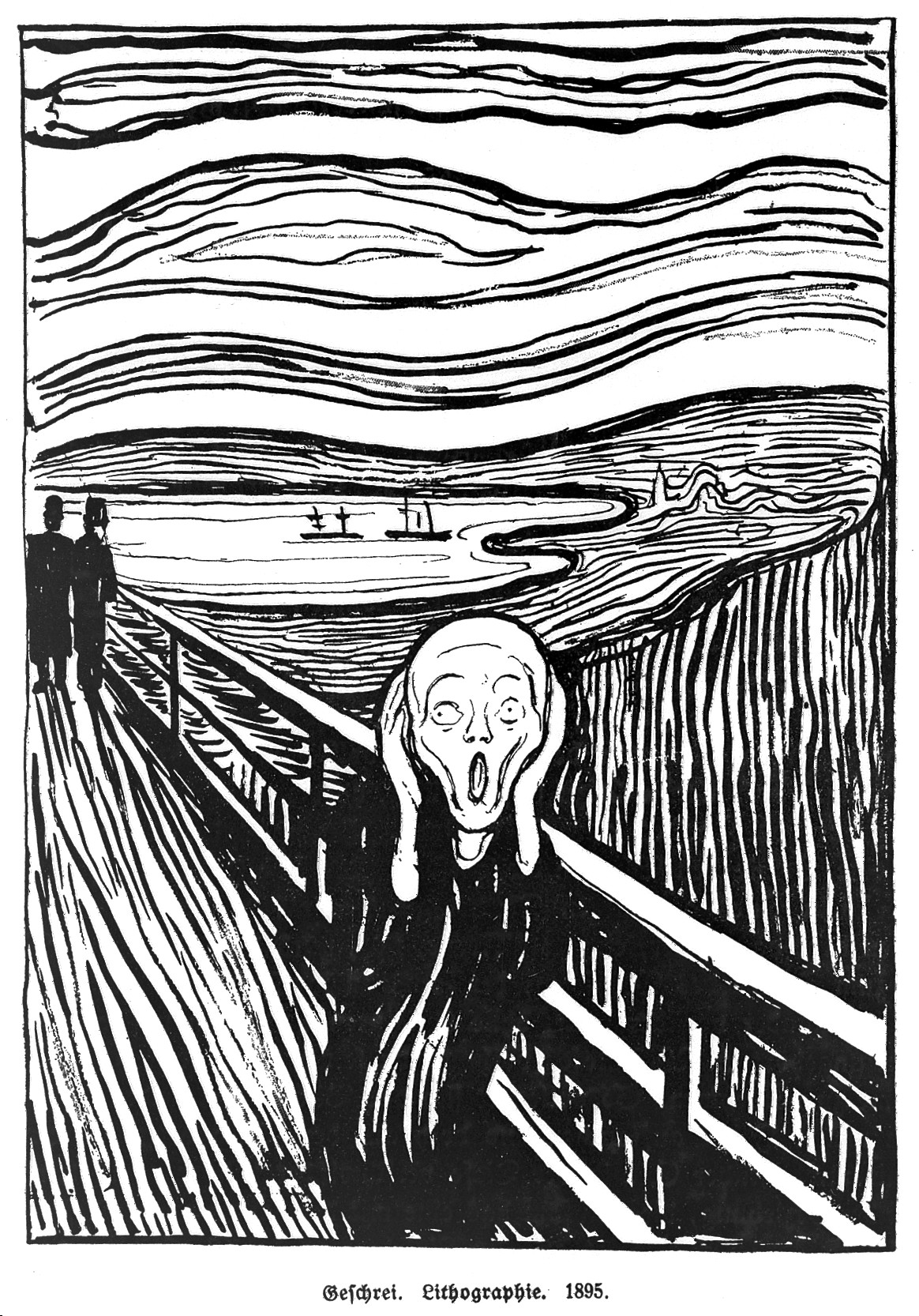
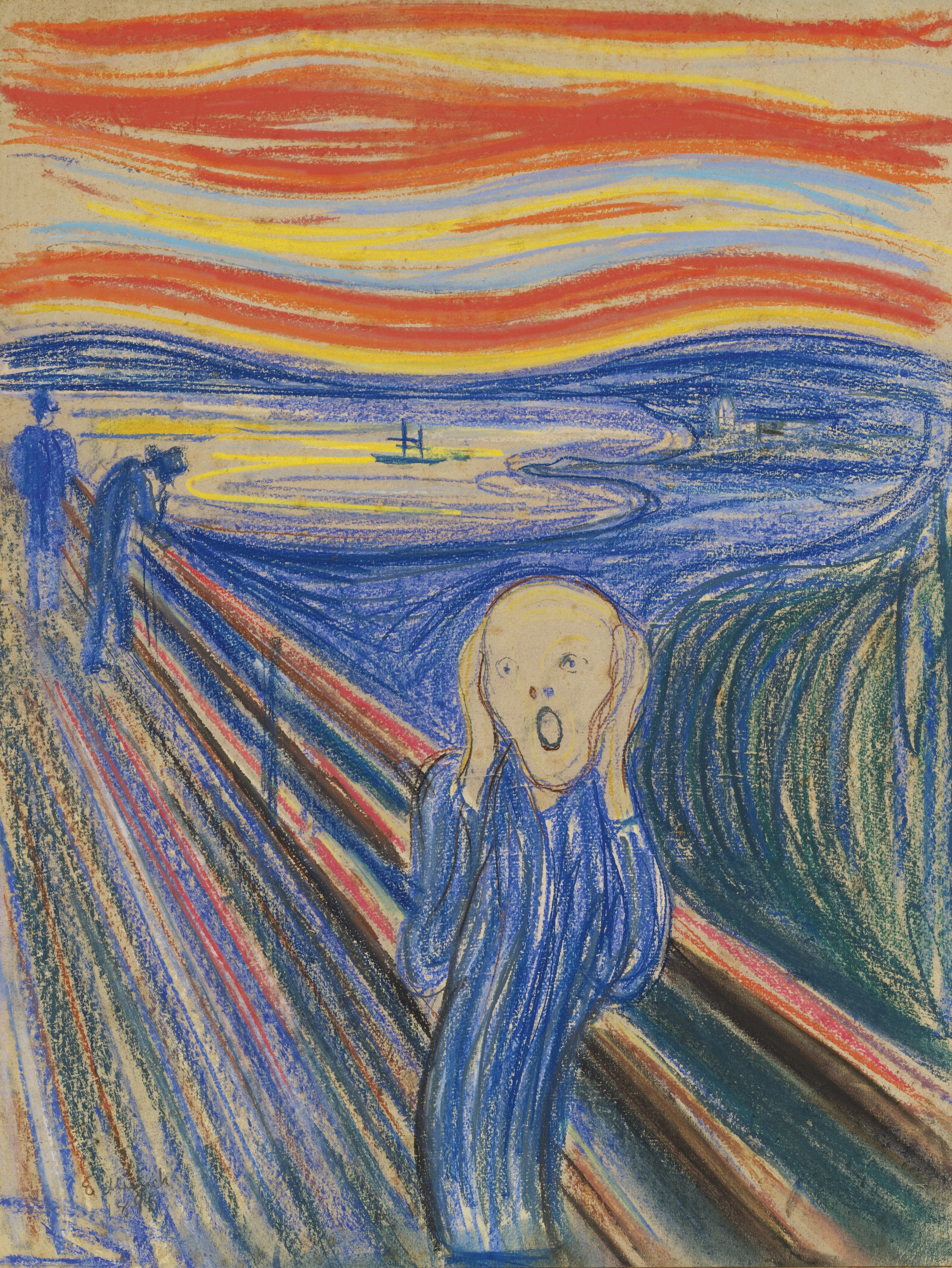
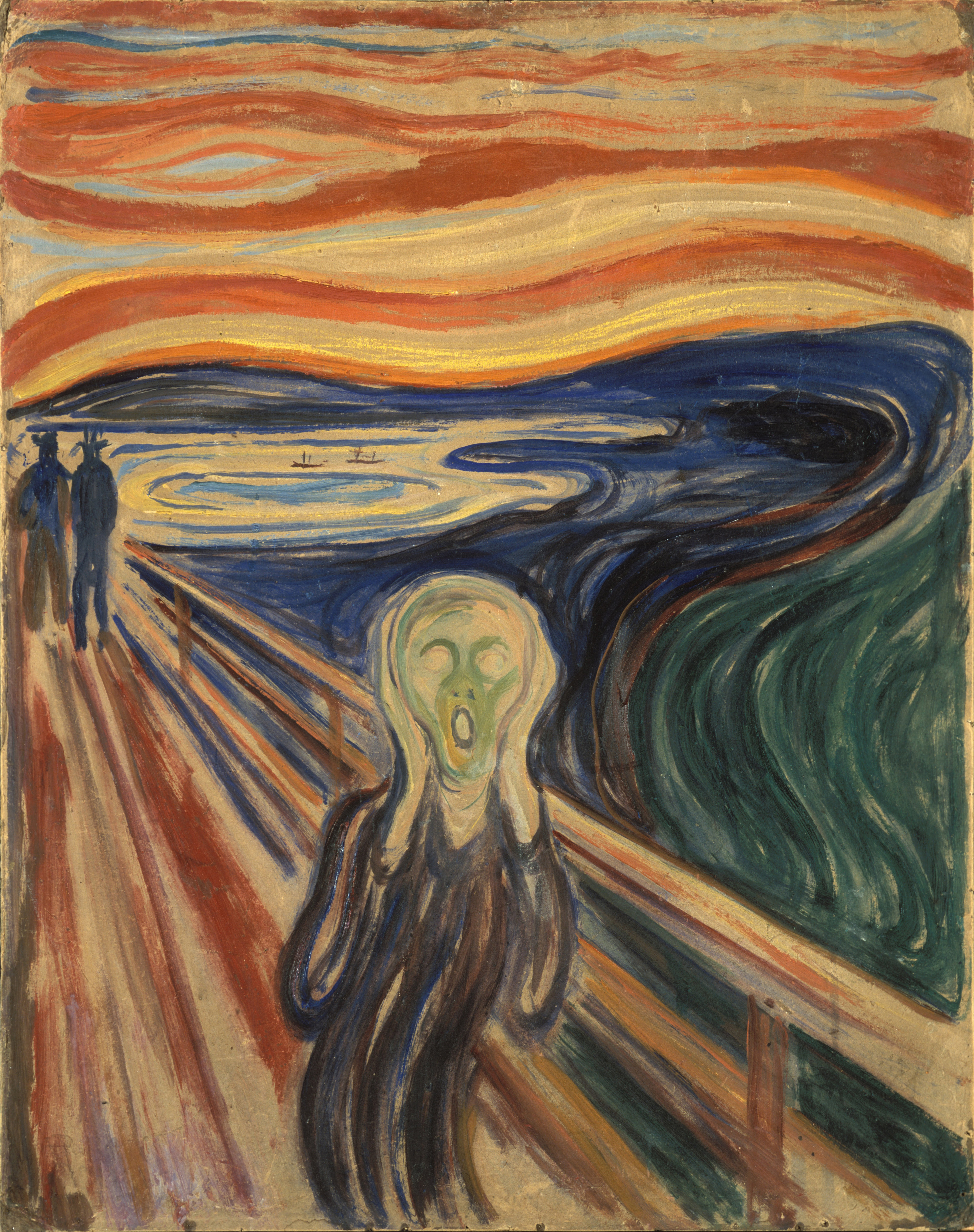